# Falciano

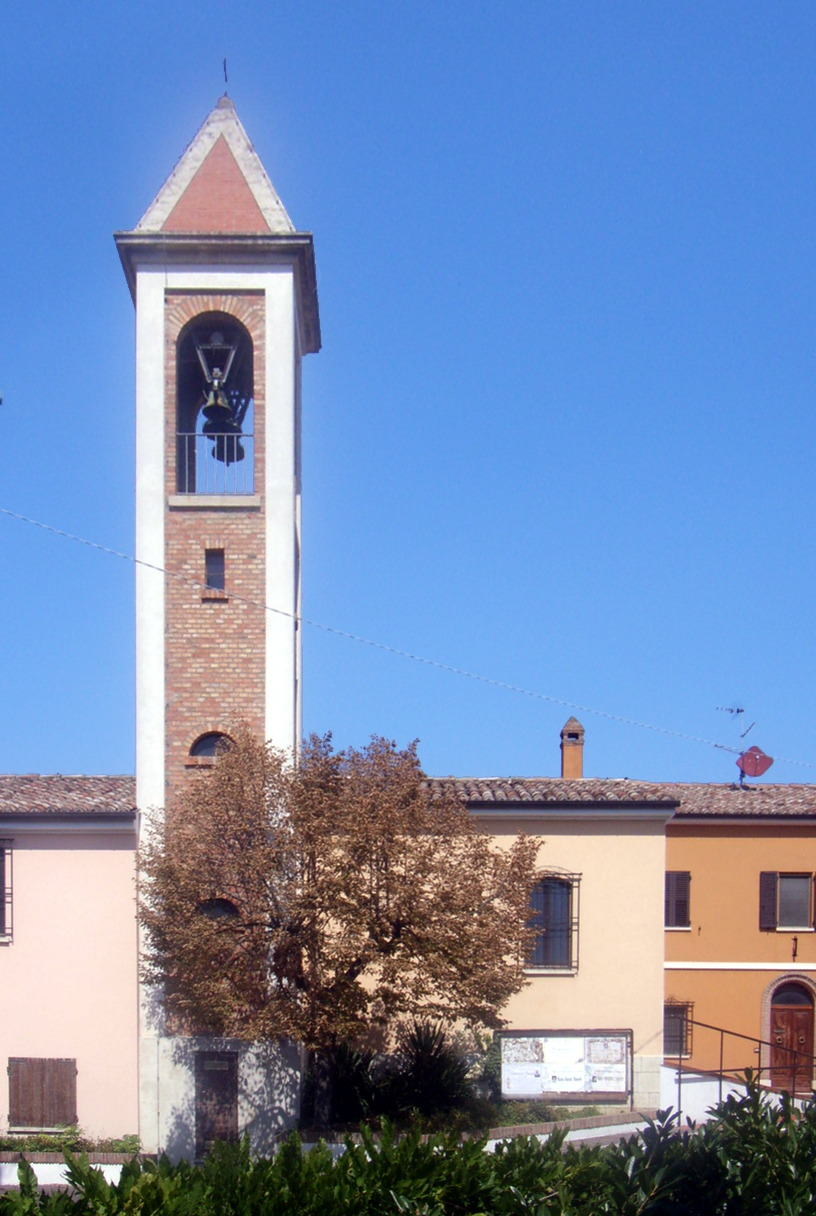
Kirche in Falciano (2007)

Falciano ist eine Ortschaft im Castello Serravalle in der Republik San Marino.

## Geographie
Falciano mit rund 1000 Einwohnern liegt im äußersten Norden der Republik auf einer Höhe von 148 m ü. NN.

## Geschichte
Falciano ist seit dem 14. Jahrhundert als weitgehend ländliches Gebiet bekannt und wurde durch Anbau von Olivenbäumen, Weinbergen und Getreide bekannt. Die Ortskirche aus dem 14. Jahrhundert ist dem heiligen Petrus geweiht. 1957 wurde der Glockenturm renoviert.

## Wirtschaft und Tourismus
Eines der bekanntesten Weingüter von San Marino, Le Bosch, befindet sich in Falciano. Das Weingut ist auch als Agrotourismus-Betrieb bekannt. Die größten Unternehmen am Ort sind die 1944 gegründete Farben- und Lackfabrik Colorificio Sammarinese S.p.A. und das 2007 gegründete Bioscience Institute S.p.A.
1989 wurde von dem Unternehmer Fabrizio Violati ein Automobilmuseum in Falciano errichtet, das eine stattliche Sammlung von historischen Ferrari-Fahrzeugen und rund 40 Produktionsmodelle der Firma Abarth beinhaltet. Maranello Rosso ist eine Touristenattraktion im Ort Falciano.

## Sport
Der Fußballverein SS Folgore/Falciano spielt momentan in der Ligengruppe B der san-marinesischen Fußballmeisterschaft.